# Ila l-Amam
Ila l-Amam, también transcrito Ilal Amam o Ila al-Amam (en árabe: إلى الأمام‎, «adelante»), fue una organización comunista marroquí de orientación marxista-leninista activa en los años 1970 y 80.
Nació a principios de los años 70 de una escisión del Partido de la Liberación y el Socialismo (PLS), antiguo Partido Comunista, al que la extrema izquierda marroquí consideraba excesivamente complaciente con el régimen, ya que para poder ser legal había tenido que aceptar determinadas condiciones juzgadas inaceptables para una organización marxista, como reconocer al islam como religión de Estado, la monarquía y al rey de Marruecos como líder religioso. Ila l-Amam fue durante toda su existencia una organización ilegal, y una de las poquísimas que defendieron públicamente (y de hecho hicieron de ello una de sus señas de identidad) la causa de la República Árabe Saharaui Democrática.
Entre sus fundadores estuvieron Abraham Serfaty, Raymond Benhaïm y el poeta Abdellatif Laabi. La organización fue muy duramente reprimida durante los años de plomo (el reinado de Hasan II): Serfaty se convertiría en el decano de los presos políticos de África, y varios de sus militantes murieron en prisión o bajo tortura en centros de detención secretos, como Saida Mnebhi (muerta en huelga de hambre, diciembre de 1977), Abdellatif Zeroual y Amin Tahani (muertos por torturas, noviembre de 1974 y noviembre de 1985, respectivamente).
Finalmente, Ila l-Amam se convirtió tras la relativa apertura que sucedió a los años de plomo, en un partido legal llamado La Vía Democrática.

### Antecedentes
Ya desde la independencia de Marruecos en 1956, cuando el rey Mohamed V ignoró por completo al PCM a la hora de crear una Asamblea Nacional Consultativa, se comenzó a dar un conflicto entre los comunistas y el régimen marroquí, así como con los partidos sí se integraron en este, como el Partido Istiqlal. Durante los siguientes años, con la entrada de la década de los 60 y la subida al trono de Hassan II, el PCM se mantuvo en un limbo respecto a su enfrentamiento con el establishment marroquí, cambiando entre la legalización e ilegalización de este y sufriendo también la marginación política por parte del régimen.
No obstante, no fue hasta el final de esta década, cuando se dio un aumento de las tensiones en el país y en los sectores comunistas de estos, con eventos como la creación e ilegalización del Partido de la Liberación y el Socialismo (PLS) y una serie de huelgas estudiantiles, cuando se llegó a un cisma en el seno del PCM.

### Creación de Ila l-Amam
El 30 de agosto de 1970 nace en Marruecos Ila l-Amam (en árabe: إلى الأمام, «adelante») organización Marxista-Leninista. El partido surge como una escisión del PLS, debido a la posición del renombrado Partido Comunista de advocar por la democracia parlamentaria como la ruta para alcanzar el socialismo, algo que generaba rechazo entre muchos grupos estudiantiles, así como el apoyo del PLS al Plan Rogers para Palestina. El apoyo a este plan estadounidense con el acuerdo de los soviéticos para la paz en Oriente Próximo (en el que, bajo el amparo de un alto al fuego, se buscaba la eliminación de la resistencia palestina) fue el punto de ruptura definitivo con el PLS.
La ruptura y creación de esta nueva organización con la de Ali Yata viene principalmente de la mano de Abraham Serfaty, principal figura política marroquí que rompió con el PLS, así como de otras destacadas figuras como Raymond Benhaïm y el poeta Abdellatif Laabi. La ruptura se hizo efectiva a través de Serfaty en una carta a Ali Yata (Secretario General del PLS).
A pesar del acercamiento entre Hassan II y la oposición en los años siguientes gracias, en buena medida, a la coincidencia y apoyo de los partidos y el régimen político en torno a la cuestión territorial del Sahara Occidental, el partido de Serfaty no vivió la situación de distensión. Mientras que el PLS (ahora bajo el nombre de PPS) fue legalizado en 1974, el Ila l-Amam, debido a su decisión de apoyar los reclamos saharauis y por tanto no estar dentro del bloque de apoyo al reclamo territorial, sufrió una fuerte persecución durante los denominados años del plomo.

### Represión y encarcelamientos
Durante los primeros años del partido, Ila l-Amam tuvo bastante presencia en el mundo estudiantil, siendo Serfaty profesor de la escuela de ingenieros de Mohammedia. En este período, intentó según él mismo “construir un vínculo entre la universidad y la industria”, aunque su arresto en enero de 1972 le impidió seguir desarrollando esta labor.
Otra actividad a través del cual la organización supo desarrollar su labor política en estos primeros años fue a través de la revista Souffles, publicada mensualmente en árabe desde 1971.
La noche del 27 de enero de 1972 la policía arrestó tanto a Abraham Serfaty como a Addellatif Laabi, los cuáles fueron llevados a la comisaría central de Rabat y una vez ahí, torturados. Las torturas duraron tres días, provocando una fuerte reacción de protestas, principalmente en el ámbito estudiantil, demandando su liberación. Fueron liberados un mes después, ante la presión de las manifestaciones. No obstante, poco después, tras otro intento de arresto, los dirigentes del partido se vieron obligados a pasar a la clandestinidad.
En 1974 tuvo lugar la detención y encarcelamiento de Abraham Serfaty, siendo condenado a 17 años de prisión, y convirtiéndose en decano y uno de los presos políticos más importantes de África. Asimismo, se dieron muchos otros casos de violaciones de los derechos humanos por parte del régimen marroquí a militantes de Ila l-Amam, como los casos de Saida Mnebhi (muerta en huelga de hambre, diciembre de 1977), Abdellatif Zeroual y Amin Tahani (muertos por torturas, noviembre de 1974 y noviembre de 1985, respectivamente). Durante los años de plomo llegaron a ser encarcelados miles de militantes, recibiendo la mayoría de ellos grandes condenas de 10 años de prisión.

### Apertura y transformación enLa Vía Democrática
En 1995 se creará finalmente la organización La Vía Democrática como sucesora de Ila l-Amam y con el objetivo de operar como un partido socialista dentro de la legalidad del régimen marroquí.
Con la muerte de Hassan II y el final de los años de plomo, comenzó la apertura política del régimen, lo que permitió que en 2004 La Vía Democrática se legalizase como partido, cerrando del ciclo de ilegalidad y persecución de Ila l-Amam. Cada 5 de diciembre, el partido celebra el “día de los mártires”, en conmemoración de las víctimas de la represión del Estado sobre los militantes de Ila l-Amam durante los años del plomo.